# Grumman S-2 Tracker
El Grumman S-2 Tracker fue el primer avión de guerra antisubmarina en combinar los sensores de detección como el armamento en un solo avión. Fue diseñado específicamente para la Armada de los Estados Unidos que lo denominó S2F inicialmente hasta 1962 cuando se unificó el sistema de designaciones.

## Historia
En los años inmediatos al fin de la Segunda Guerra Mundial, la capacidad antisubmarina embarcada de la Armada de los Estados Unidos dependía del uso de equipos formados por dos aparatos, uno de ellos equipado con un radar de búsqueda que localizaba al submarino, y otro avión atestado de armas para efectuar el ataque (el predecesor del S-2, el Grumman AF Guardian, era un sistema ASW compuesto por dos aviones, uno con el equipo de detección y el otro con las armas). Este sistema presentaba serios inconvenientes, por ejemplo, una avería de un sistema tan trivial como el de comunicaciones de radio entre ambos aparatos podía dar al traste con la misión. La situación se hizo aún más complicada con el aumento de prestaciones aportado por los submarinos de propulsión nuclear, que eran más rápidos, silenciosos y capaces de inmersiones a mayores cotas. Se precisaba por tanto una aviónica más compleja para aumentar la capacidad de rastreo y un sistema avanzado de control de armamento, así como más combustible que aumentase el alcance y duración de las patrullas, y un mayor confort para las tripulaciones implicadas en estas "aburridas" misiones de larga duración.

## Diseño
A finales de los años cuarenta, la Armada de los Estados Unidos perfiló sus ideas sobre el tipo de avión antisubmarino que precisaba y Grumman se encargó de diseñar un monoplano bimotor de ala alta, designado «Grumman G-89», para cumplir con tales requerimientos. La configuración de ala alta optimizaba el espacio útil del fuselaje, dejando volumen para el equipo de a bordo; el extremo trasero de las góndolas de los motores se convirtió en albergue de sonoboyas lanzables. Otras características incluían una amplia bodega de armas, radar retráctil de búsqueda en la sección trasera del fuselaje, sonda MAD también retráctil y un reflector bajo el ala de estribor, además de alas plegables y gancho de detención para poder operar desde la cubierta de los portaviones.
El 30 de junio de 1950 se encargó a Grumman la construcción de un solo prototipo de evaluación que, designado «XS2-F-1» por la Armada de los Estados Unidos, realizó su vuelo inaugural el 4 de diciembre de 1952. Posteriormente aparecieron las versiones «S2F Tracker», «WF Tracer» y «TF Trader», que como consecuencia de la unificación de las designaciones para los tres servicios aéreos fueron redesignadas «S-2», «E-1» y «C-1», respectivamente. El S-2 fue apodado «Stoof» (onomatopeya de S-2-F: S-two-F).
El «S-2A», primera versión de serie del Tracker, comenzó a entrar en servicio con el Escuadrón Antisubmarino 26 de la Armada estadounidense en febrero de 1954. Además de los más de 500 ejemplares vendidos a la Armada, se exportaron más de 100 S-2A a países amigos. Algunos de estos aparatos fueron usados en misiones de entrenamiento con la designación «TS-2A».

## Desarrollo y versiones
La denominación «S-2B» se aplicó a los S-2A modificados para llevar el equipo pasivo de búsqueda acústica de largo alcance AQA-3 Jezabel, que operaba en conjunción con el calibrador activo acústico Julie. La siguiente versión de serie fue designada «S-2C» y estaba provista de una mayor bodega de armas, con ampliación hacia babor, y de sección de cola alargada para compensar el aumento de peso bruto. Muchos S-2A/B/C fueron posteriormente convertidos para su empleo como remolque de blancos y de transporte ligero, bajo las designaciones «US-2A/B/C», respectivamente. Un pequeño número de S-2C fue también modificado para desempeñar misiones de reconocimiento fotográfico y recibió la designación «RS-2C».
La segunda versión de cierta entidad fue la «S-2D», cuyo primer ejemplar voló el 21 de mayo de 1959. Tenía alas de mayor envergadura, superficies de cola también mayores, capacidad de combustible incrementada y doble cabida de sonoboyas en cada góndola motriz, sumando un total de 32. La sección delantera del fuselaje fue asimismo alargada y ensanchada para mejorar el acomodo de los cuatro miembros de la tripulación. El S-2D comenzó a entrar en servicio en mayo de 1961, llegando a equipar a un mínimo de 15 escuadrones de la Armada de los Estados Unidos. Aquellos que posteriormente fueron modificados para transportar equipo de búsqueda más sofisticado recibieron la designación «S-2E», cesando su producción en 1968 tras la entrega de un lote de 14 aparatos a la Marina Real Australiana.
Los ejemplares S-2B reacondicionados con el mismo equipo avanzado que el S-2E fueron designados «S.2F». De Havilland Aircraft de Canadá construyó 100 S-2 para Australia, los 43 primeros como «CS2F-1» y los restantes, provistos de equipos más avanzados, como «CS2F-2» designados posteriormente «CP-121».
Además de estas variantes del S-2, se construyeron 87 «TF-1 Trader» de nueve plazas, destinados al suministro de la flota en navegación, y 88 «E-1B Tracer», provistos de un radomo sobre el fuselaje que albergaba un radar de búsqueda modelo APS-82 para misiones de alerta temprana aerotransportada. La versión final del Tracker, designada «S-2G», era similar a la S-2E, pero incorporaba un equipo más avanzado que le permitía operar desde los portaviones de la clase CVS hasta la entrada en servicio operativo del Lockheed S-3 Viking
Grumman produjo 1185 S-2, mientras que 99 aviones denominados «CS2F» fueron fabricados bajo licencia en Canadá por de Havilland Canada. Los Tracker fabricados en los Estados Unidos fueron exportados a muchos países, incluyendo Australia, Japón y Taiwán.

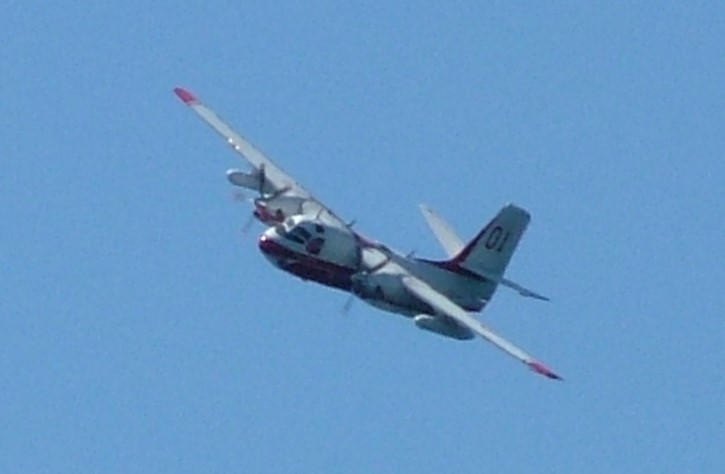
Turbo Firecat

La Armada de los Estados Unidos finalmente reemplazó al S-2 por el S-3 Viking y disolvió al último escuadrón en 1986. Un número de S-2 continuó en servicio para lucha contra incendios y en armadas de otros países por muchos años. La Marina Real Australiana utilizó sus Tracker hasta 1980. La Armada Argentina utiliza al S-2 desde los años 1960.
A fines de la década de 1980 y a principios de la de 1990, Conair Aviation de Canadá compró todos los Tracker retirados de la Armada de los Estados Unidos y de la Marina Real Canadiense y los convirtió en Firecat, sustituyendo su bahía de torpedos por un tanque de espuma retardante. Los Firecat fueron fabricados en dos variantes, la impulsada por motores a pistón y los Turbo Firecat impulsados por turbohélices.

## Historia operacional

### Argentina

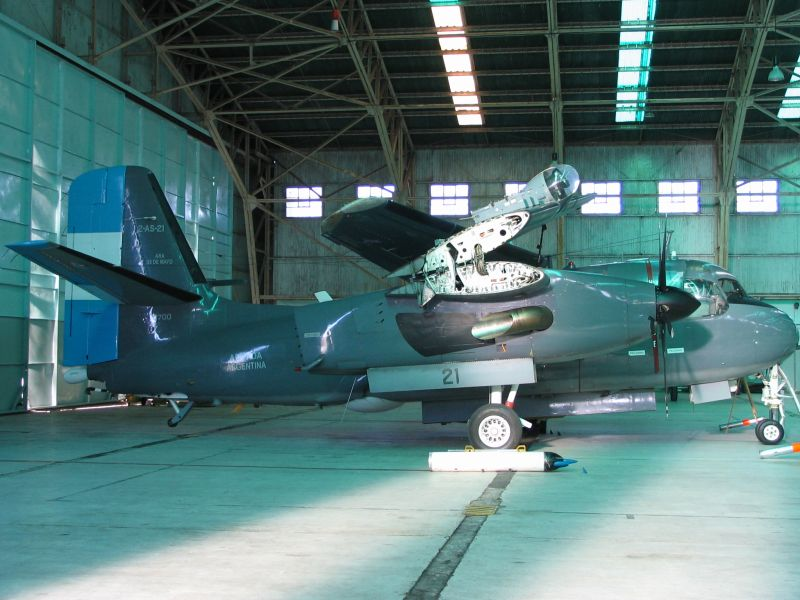
Turbo-Tracker del COAN.

La Escuadrilla Aeronaval Antisubmarina de la Armada Argentina recibió siete S-2A en 1962, seis S-2E en 1978 y tres S-2G en la década de 1990. S-2A y S-2E desde la década de 1960. Operaban desde el ARA Independencia y el ARA Veinticinco de Mayo hasta la baja de éstos y utilizados en misiones ASW, de patrulla marítima y transporte utilitario al portaaviones. Luego de la baja del 25 de mayo, operan desde bases en tierra. Durante el conflicto del Atlántico Sur una sección compuesta por dos Tracker aterrizó en el Aeropuerto de Puerto Argentino/Stanley el 3 de abril de 1982, un día después del desembarco argentino en las islas. El 5 de mayo el Tracker 0702/2-AS-23, catapultado desde el Veinticinco de Mayo lanzó un torpedo antisubmarino MK.44 sobre una estela causada por snorkel con arrumbamiento sur.

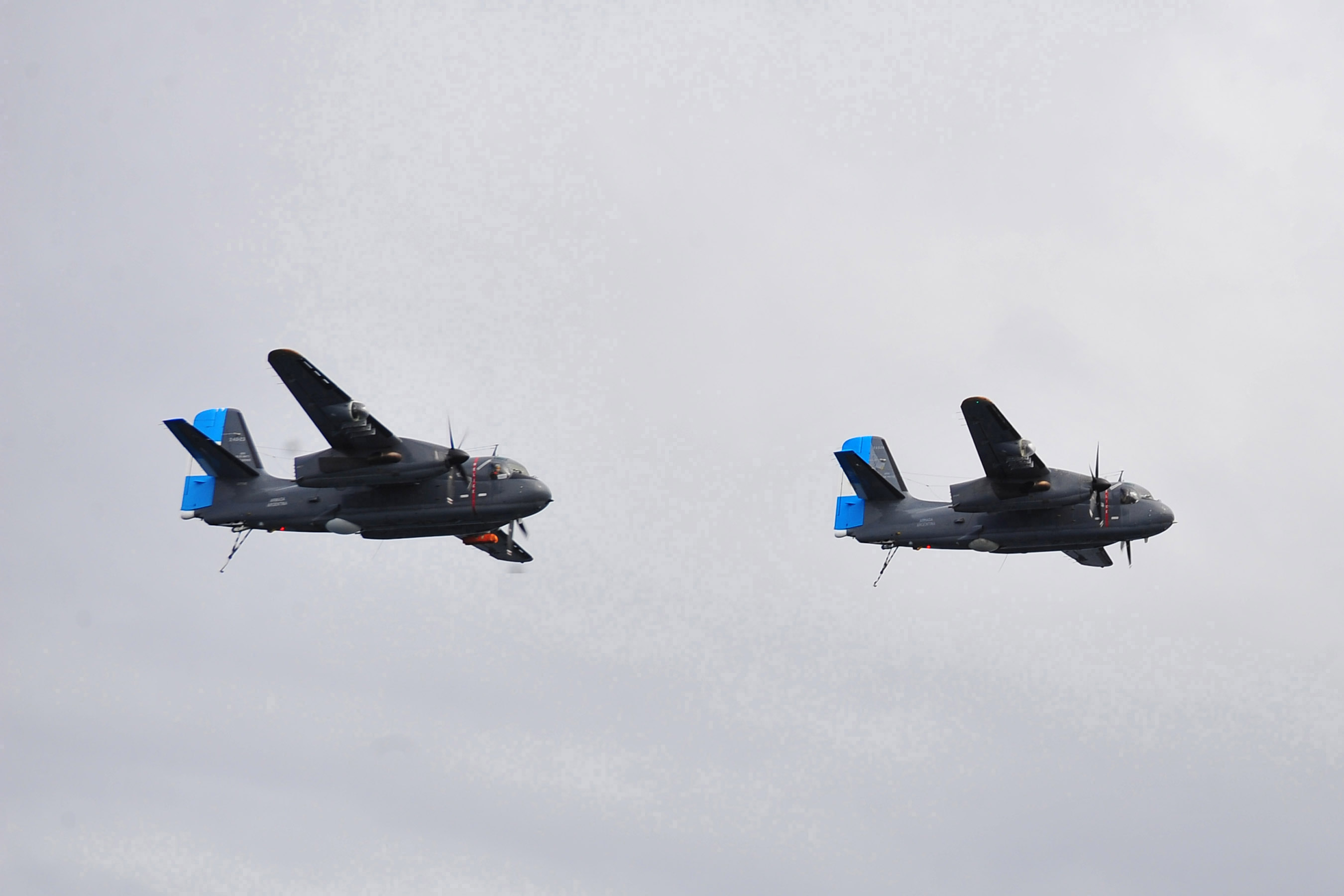
Trackers sobrevolando el USS Carl Vison, 2010.

El 26 de agosto de 1985 el presidente de la Nación Raúl Alfonsín aterrizó en el portaaviones utilizando un Tracker. En la década de 1990, cuatro de los seis Tracker, por ese entonces, en servicio fueron modernizados por Israel Aerospace Industries, la primera unidad en el Taller Aeronaval Central en la Base Aeronaval Comandante Espora. Fueron llevados al estándar S-2T Turbo Tracker.
Su base actual es la Base Aeronaval Comandante Espora y están asignados a la Escuadrilla Aeronaval Antisubmarina, que depende de la Escuadra Aeronaval N.º 2.

### Australia
La Marina Real Australiana operó dos escuadrones de S-2E y S-2G desde 1967 hasta 1984. El escuadrón de primera línea VS-816 a pesar de que estaba basado en Nowra, solía embarcarse en el portaaviones de la Clase Majestic HMAS Melbourne (CVS-21) como parte del Grupo Aére Embarcado N.º 21 siempre que ese portaaviones era desplegado. El otro escuadrón era el de entrenamiento VC-851, también basado en Nowra.
Durante casi 20 años de operaciones, la RAN solo había perdido un S2 debido a un accidente en el mar. Sin embargo, a mediados de la década de 1970, un hangar de Nowra se prendió fuego destruyendo o dañando gravemente una gran parte de la flota australiana de Tracker. Los S2 perdidos fueron reemplazados por aviones que habían pertenecido a la US Navy. Todos los aviones de reemplazo eran de la variante S-2G, que introdujeron el sensor acústico AQA7 en la RAN, por lo que pronto todos los aviones restantes de la RAN fueron modernizados a ese nuevo estándar, mejorando notablemente las capacidades ASW.

### Brasil
En 1961 la Fuerza Aérea Brasileña recibió 13 S-2A que fueron designados, localmente, P-16A. Tres Tracker fueron modificados como transporte y conocidos como UP-16A. Más tarde 8 S-2E (P-16E) reemplazaron a los P-16A. Los Tracker fueron utilizados desde el portaaviones Minas Gerais de la Armada de Brasil hasta 1996, ya que debido a los costos de sus operaciones motivaron a la FAB su almacenaje. Serán seguramente reemplazados por los P-3 Orion.

### Canadá

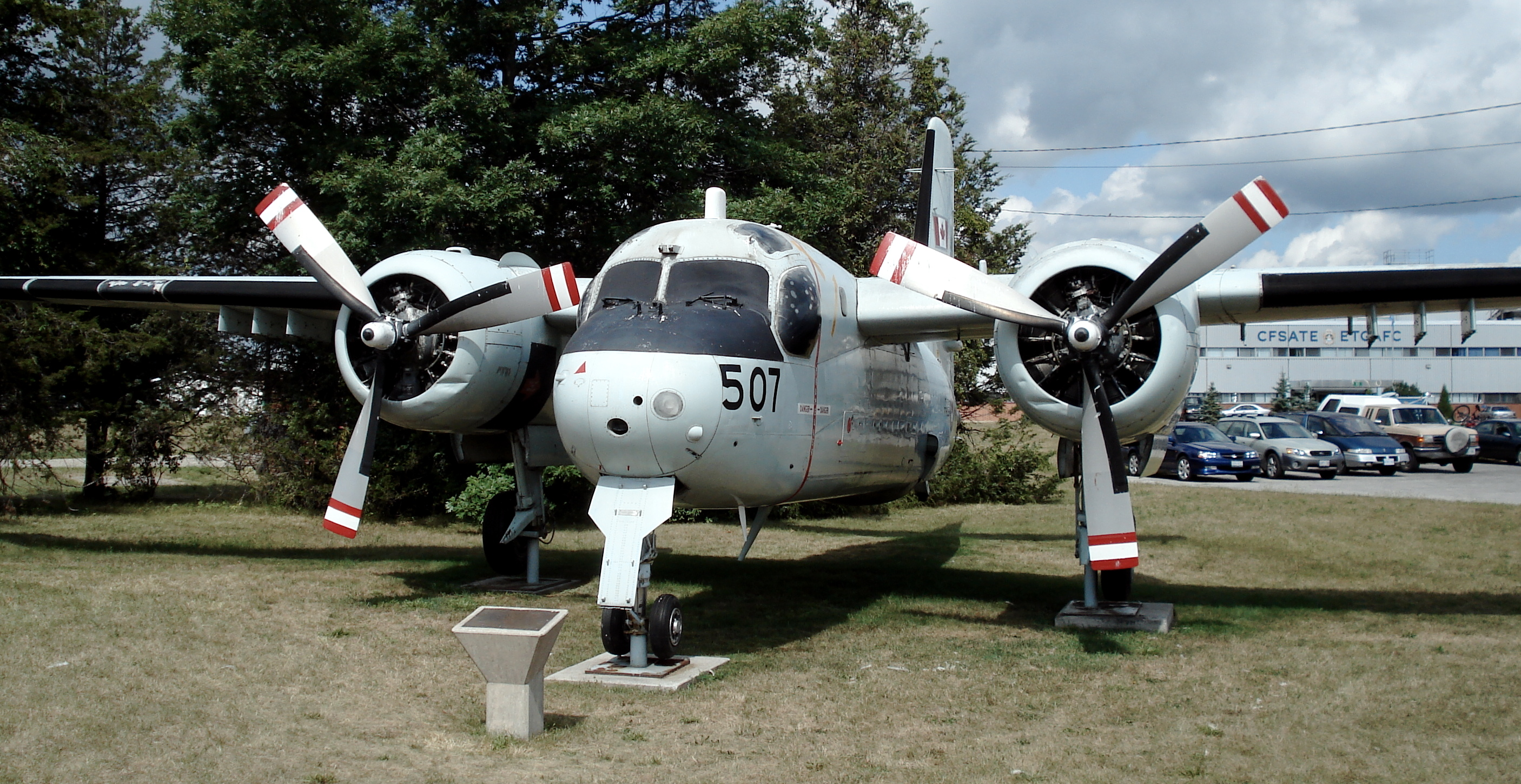
Tracker canadiense en exposición.

A principios de la década de 1950, las fuerzas armadas canadienses necesitaban un nuevo avión antisubmarino de patrulla que reemplace a sus obsoletos TBM Avenger. EN 1954, de Havilland Canadá firmó un acuerdo para fabricar los Tracker bajo licencia. Un total de 99 ejemplares serían construidos para prestar servicio en la RCN.
El primer CS2F (denominación de los S-2 fabricados en Canadá) entró en servicio en el año 1956. Desde 1957 en adelante, estos aviones operaron desde el portaaviones HMCS Bonaventure y desde varias bases terrestres. En 1964, un par de CS2F-1 fueron desarmados, se les sacaron todos los equipos de ASW y fueron convertidos en transportes, y subsiguientemente utilizados para transportar personal desde y hacia portaaviones en el mar. Los CS2F-1, -2 y –3 fueron denominados CP-121 a partir de 1968
Después de que el Bonaventure fuera puesto fuera de servicio en 1970, el resto de la flota de Tracker canadienses fue transferida a bases cercanas a la costa. Esto limitó notablemente su eficacia en misiones ASW y en 1974 todos menos 20 fueron almacenados. El resto de los Tracker activos fueron transferidos a misiones de protección de los recursos marítimos, donde prestaron servicio hasta 1990.
Un único Tracker S2F-1 de fabricación estadounidense, número de serie X-500, fue vendido a la RCN antes de que la producción comenzase en Canadá. Al principio fue utilizado con propósitos de control de calidad durante la producción canadiense, pero después se le otorgó un número de serie de la RCN, se lo modernizó al estándar CS2D-1 y fue utilizado como avión de entrenamiento para el personal en tierra y de mantenimiento. Este avión fue almacenado en 1972 y se comenzó su renovación en abril del año 2006

### Corea del Sur
No hay muchos datos sobre los Tracker de Corea del Sur. Probablemente, solo dos S-2 haya sido entregados originalmente, y completados entre 1976 y 1981 por 24 S-2E. Han sido utilizados por la Armada y la Fuerza Aérea, la primera en funciones de guerra antisubmarina (ASW) y patrullaje costero, mientras que la segunda en tareas de guerra electrónica, por lo que sus "panzas" habían sido pintadas de negro. En 1995 fueron reemplazados por los P-3C Orion.

### Estados Unidos
Más de 1200 Tracker fueron construido para la US Navy. La mayoría de ellos fueron transferidos a "países amigos" mediante el Programa de Defensa de Ayuda Mutua (Mutual Defence Aid Program - MDAP). El primer Tracker fue entregado a la Navy en octubre de 1953 y asignado al VS-23. Un total de 32 escuadrones usaron a los S-2 en tareas de patrulla, pruebas, designación de blancos, transporte, entrenamiento, fotorreconocimiento y guerra electrónica. A mediados de 1977 comenzaron a ser reemplazados por el Lockheed S-3 Viking. El último vuelo de un S-2 americano fue en marzo de 1986. La mayoría de los Tracker remanentes fueron almacenados en AMARC, en el desierto de Arizona.

### Perú
La Marina de Guerra del Perú operó S-2E y S-2G entre 1975 y 1989, estuvieron asignados en el Escuadrón Aeronaval N° 12. Compró doce S-2E a la US Navy en 1975 y cuatro S-2G en 1983.

### Holanda
En 1960, 17 aviones CS2F-1 de la RCN fueron transferidos a la Armada Real de los Países Bajos, operaron desde el portaviones HMNS Karel Doorman.

### Uruguay
Los primeros tres S2A Tracker de la Aviación Naval Uruguaya arribaron a la base naval Capitán Curbelo el 10 de abril de 1965. El 15 de septiembre de 1982 arribó un S-2G y el 2 de febrero de 1983 llegaron a Uruguay otros dos S-2G. Para septiembre de 2004, la flota uruguaya de Tracker no se encontraba en condiciones de vuelo. 
Hoy en día, cuatro de esos ejemplares (unidades 853, 854, 855 y 856), se encuentran en estado de abandono en la base Aeronaval Capitán Curbelo, en las cercanías de la ciudad balnearia de Punta del Este. Hoy existe uno de estos en el Museo Aeronaútico, al lado del Aeropuerto Internacional de Carrasco. Cada domingo abiertos de 1:00 a 5:00 de la tarde. La entrada es gratuita.           

### Italia
La Aeronautica Militare recibió sus primeros S-2s en 1957, y fueron asignados en dos Escuadrones y basados en Sionella, Sicilia. Los Tracker italianos fueron entregados sin el sistema de plegado de alas 148294-148303. En 1978 fueron reemplazados por los Breguet Br.1150 Atlantic, y terminaron permaneciendo almacenados en el Aeropuerto de Nápoles-Capodichino durante varios años hasta que finalmente fueron desguazados.

### Japón
En 1957 recibió, vía el MDAP, 50 aviones S-2, que volaron hasta 1984, año en que fueron reemplazados por los Lockheed P-3 Orion.

## Variantes
- XS2DF-1 - Prototipo, dos unidades.
- S2F-1S / S-2A – Avión ASW. Primer modelo en producción
- TS-2A – Versión de entrenamiento
- US-2A – Conversión de S-2A en transporte.
- S-2B – Modificado para transportar el equipo acústico pasivo de largo alcance AQA-3 Jezebel
- US-2B – Conversión del S-2B en transporte.
- S-2C – Versión con una bahía de armas agrandada y una mayor envergadura.
- RS-2C – Versión de reconocimiento fotográfico.
- US-2C –  Conversión del S-2C en transporte.
- S-2D – Versión alargada.
- S-2E – Versión modernizada
- S2F-1S1 / S-2F – Versión modernizada
- CS2F-1 – Aviones ASW producidos en Canadá, 42 ejemplares construidos.
- CS2F-2 – Versión mejorada del CS2F-1 equipado con equipos de navegación táctica de Litton Industries, 57 ejemplares construidos.
- CS2F-3 – Denominación de los 43 CS2F-2 mejorados con equipos electrónicos adicionales.
- CP-121 – Designación de todos los Tracker (CS2F-1,-2,-3) canadienses a partir de 1968.
- S-2G – Última versión producida
- S-2UP
- S-2T Turbo Tracker – Tracker modernizados con turbopropulsores.
- S-2AT – Versión de bombero aéreo.
- S-2ET
- Marsh S-2 Turbo Tracker
- Conair Firecat or Turbo Firecat – Versión monoplaza de bombero aéreo.

## Usuarios
Estados Unidos
- Armada de los Estados Unidos
- Cuerpo de Marines de los Estados Unidos

 Australia
- Royal Australian Navy
  - Escuadrón N.º 851 de la RAN o VC-851
  - Escuadrón N.º 816 de la RAN o VS-816

 Italia
- Aeronautica Militare (Fuerza Aérea)

 Uruguay
- Armada Nacional del Uruguay

 Argentina
- Armada Argentina 2 S-2 de Argentina operaron desde el portaaviones ARA veinticinco de mayo

 Brasil
- Força Aérea Brasileira

 Japón
- Fuerzas Marítimas de Autodefensa del Japón

 Corea del Sur
- Armada de la República de Corea

 Países Bajos
- Koninklijke Marine
- Marine Luchtvaart Dienst (Servicio de Aviación Naval de holanda)

 Perú
- Marina de Guerra del Perú

 República de China
- Armada de la República de China

 Tailandia
- División Aérea de la Real Armada de Tailandia

 Turquía
- Turk Donama Havaciligi (Aviación Naval)

 Venezuela
- Armada Venezolana

## Especificaciones

### Características generales
- Tripulación: 4 (dos pilotos y dos operadores de sistemas)
- Longitud: 13,3 m (43,5 ft)
- Envergadura: 22,1 m (72,6 ft)
- Altura: 5,3 m (17,5 ft)
- Superficie alar: 45,06
- Peso vacío: 8,3 kg (18,3 lb)
- Peso cargado: 10,6 kg (23,4 lb)
- Planta motriz: 2× radial Wright R-1820-82WA.
  - Potencia: 2 kW (2 HP; 2 CV) cada uno.

### Rendimiento
- Velocidad nunca excedida (Vne): 450 km/h
- Velocidad crucero (Vc): 240 km/h
- Alcance: 2,170 km
- Radio de acción: 630 m (2067 ft)
- Alcance en combate: 1050 km (567 nmi; 652 mi)
- Alcance en ferry: 2880 con tanques auxiliares
- Techo de vuelo: 6,700 m
- Carga alar: 0,22 kg/m²

### Armamento
- Puntos de anclaje: 6 pilones subalares para cohetes o cargas de profundidad para cargar una combinación de:     
  - Otros: 2 x torpedos guiados (Mk. 41,Mk. 43, o Mk. 44), cargas de profundidad (Mk. 54), o minas en la bahía de armas

### Desarrollos relacionados
- Grumman C-1 Trader
- Grumman E-1 Tracer

### Aeronaves similares
- Grumman AF Guardian
- Fairey Gannet
- Breguet Alizé
- Lockheed S-3 Viking

### Secuencias de designación
- Secuencia G-_ (interna de Grumman): ← G-100 - G-101 - G-102 - G-103 - G-104 - G-105 - G-106 -- G-109 - G-110 - G-111 - G-112 - G-113 - G-114 - G-115 -- G-118 - G-119 - G-120 - G-121 - G-122 - G-123 - G-124 →
- Secuencia S_F (Aviones antiSubmarinos de la Armada estadounidense, 1946-1962 (Grumman, 1931-1962)): S2F
- Secuencia S-_ (Aviones antiSubmarinos estadounidenses, 1962-presente): S-2 - S-3
- Secuencia C_-_ (Aeronaves de las Fuerzas Canadienses, 1968-presente): ← CO-119 - CO-119(2) - CT-120 - CP-121 - CP-122 - CC-123 - CH-124 →

### Listas relacionadas
- Anexo:Aeronaves de la Fuerza Aérea de los Estados Unidos (históricas y actuales)
- Anexo:Aeronaves militares de los Estados Unidos (navales)